# Sommerlandet
Sommerlandet er en dansk dokumentarfilm fra 1961 instrueret af Helge Ernst efter eget manuskript.

## Handling
Filmen argumenterer imod misbrug af den danske natur, ikke mindst i spekulationsøjemed. Den opfordrer til respekt for naturen, idet den forudser, at det for alle mennesker så nødvendige og dyrebare 'sommerland' vil ende med at blive et stort 'skovsvineri', hvis ikke alle bliver enige om at værne om det og behandle det med nænsomhed og omtanke. Filmen er en kritik af 'sommerbyerne', der hensynsløst inddriver land og som kliner sig op af hinanden.